# Suiza en los Juegos Paralímpicos de Tokio 2020
Suiza estuvo representada en los Juegos Paralímpicos de Tokio 2020 por un total de veintiuno deportistas, trece mujeres y ocho hombres.

## Medallistas
El equipo paralímpico suizo obtuvo las siguientes medallas:
| Nombre              | Deporte          | Evento                         |
| ------------------- | ---------------- | ------------------------------ |
| Oro                 |                  |                                |
| Manuela Schär       | Atletismo        | 400 m T54 femenino             |
| Manuela Schär       | Atletismo        | 800 m T54 femenino             |
| Catherine Debrunner | Atletismo        | 400 m T53 femenino             |
| Marcel Hug          | Atletismo        | 800 m T54 masculino            |
| Marcel Hug          | Atletismo        | 1500 m T54 masculino           |
| Marcel Hug          | Atletismo        | 5000 m T54 masculino           |
| Marcel Hug          | Atletismo        | Maratón T54 masculino          |
| Plata               |                  |                                |
| Manuela Schär       | Atletismo        | 1500 m T54 femenino            |
| Manuela Schär       | Atletismo        | 5000 m T54 femenino            |
| Manuela Schär       | Atletismo        | Maratón T54 femenino           |
| Heinz Frei          | Ciclismo en ruta | Ruta H3 masculino              |
| Bronce              |                  |                                |
| Catherine Debrunner | Atletismo        | 800 m T53 femenino             |
| Elena Kratter       | Atletismo        | Salto de longitud T63 femenino |
| Nora Meister        | Natación         | 400 m libre S6 femenino        |